# Hercostomus crassivena
Hercostomus crassivena är en tvåvingeart som beskrevs av Stackelberg 1934. Hercostomus crassivena ingår i släktet Hercostomus och familjen styltflugor. Inga underarter finns listade i Catalogue of Life.